# مدالیون کریستف
مدالیون کریستف (انگلیسی: Christophe Medaillon؛ زادهٔ ۱۱ ژانویهٔ ۱۹۷۳) بازیکن فوتبال اهل فرانسه است.
از باشگاه‌هایی که در آن بازی کرده‌است می‌توان به باشگاه فوتبال ستاره سرخ و باشگاه فوتبال سن-اتین اشاره کرد.